# Bęczno
Bczno [ˈbɛnt͡ʂnɔ] (tiếng Đức: Benzrode)  là một khu định cư ở khu hành chính của Gmina Maszewo, thuộc hạt Goleniów, West Pomeranian Voivodeship, ở phía tây bắc Ba Lan. Nó nằm khoảng 9 kilômét (6 mi)   phía đông bắc Maszewo, 21 km (13 mi) về phía đông của Goleniów và 39 km (24 mi) về phía đông bắc của thủ đô khu vực Szczecin.
Khu định cư có dân số 50 người.